# Kid Cudi
Scott Mescudi (Cleveland, 30 de Janeiro de 1984), mais conhecido por seu nome artístico Kid Cudi, é um rapper, cantor, compositor, produtor musical, diretor de videoclipes, ator e cineasta. Kid Cudi lançou sua primeira mixtape, A Kid Named Cudi, em colaboração com a Marca de street wear nova iorquina 10.Deep, como um download gratuito. A mixtape ganhou muita fama, seu single Day N' Nite alcaçou o Top Ten na lista semanal de canções R&B/HipHop da Billboard. Seu single "Day N' Nite" faz parte do seu primeiro álbum, intitulado Man on the Moon: The End of Day.

## Início da vida
Kid Cudi nasceu em Cleveland, Ohio, e cresceu no subúrbio de Shaker Heights e Solon. Seu pai, um pintor, professor substituto e veterano da Segunda Guerra Mundial era indígena-mexicano, enquanto sua mãe, uma professora do ensino médio na Roxboro Middle School, em Cleveland Heights, Ohio, é Afro-Americana. Quando tinha onze anos de idade, o pai de Mescudi faleceu de câncer, essa passagem teria um efeito significativo sobre a sua personalidade e, posteriormente, a sua música. Mescudi frequentou a Shaker Heights High School por dois anos, transferido para Solon High School, onde ganhou seu GED. Mais tarde, Scott Mescudi estudou cinema na Universidade de Toledo, em seguida, retirou-se após um ano.

## Carreira musical
Scott Mescudi começou a rimar no final do ensino médio, inspirado pelos grupos de hip hop alternativo como The Pharcyde e A Tribe Called Quest. Mudou-se para Brooklyn, Nova Iorque para prosseguir uma carreira musical. Em Julho de 2008, Kid Cudi lançou seu primeiro mixtape, A Kid Named Cudi, em colaboração com a marca de street-wear de Nova Iorque 10.Deep, com download gratuito. A mixtape rapidamente chamou a atenção de Kanye West, levando-o a indicar Mescudi para a G.O.O.D. Music mais tarde nesse ano. 
Kid Cudi foi apresentado em 2008 no álbum de Kanye West, 808s & Heartbreak, ajudando a escrever "Heartless", que alcançou a posição #2 na Billboard Hot 100 e cantando com West na faixa "Welcome to Heartbreak", que alcançou a posição # 87, na Pop 100,  videoclipes das duas músicas foram lançadas. Cudi foi então apontado como um artista para se prestar atenção em mídias como a Rolling Stone, Vibe, The Source, XXL e BBC News 's Sound of 2009. A MTV News também informou sobre Cudi na série de MC's para se assistir em 2009. 

## Discografia

### Álbuns de estúdio
- 2009 Man On The Moon: The End Of Day
- 2010 Man On The Moon II: The Legend of Mr. Rager
- 2011 WZRD(com WZRD)
- 2013 Indicud
- 2014 Satellite Flight: The Journey to Mother Moon
- 2015 Speedin' Bullet 2 Heaven
- 2016 Passion, Pain & Demon Slayin'
- 2018 KIDS SEE GHOSTS (with Kanye West)
- 2020 Man On The Moon III: The Chosen[2]
- 2024 INSANO

### Colaborações
- 2008: Welcome to Heartbreak (Feat. Kanye West)
- 2009: Already Home (Feat. Jay-z)
- 2009: Day'n'Night (kid Cudi)
- 2009: Did It Again (Feat. Shakira)
- 2009: Memories (Feat. David Guetta)
- 2009: That Tree(Feat. Snoop Dogg)
- 2010: Erase Me (Feat. Kanye West)
- 2010: Christian Dior Denim Flow (Feat. Kanye West , Pusha T, John Legend, Lloyd Banks & Ryan Leslie)
- 2010: Symphonies (feat. Dan Black)
- 2010: Gorgeous (feat. Kanye West & Raekwon)
- 2010: All of the Lights (feat. Kanye West John Legend, The-Dream, Ryan Leslie, Tony Williams, Charlie Wilson, Elly Jackson, Alicia Keys, Fergie, Rihanna & Elton John)
- 2011: Cool Head (Feat. Travis Barker)
- 2011: Don't Kick The Chair (Feat. Dia Frampton)
- 2018: A$AP Forever REMIX (A$AP Rocky feat. Moby, T.I. & Kid Cudi)
- 2020: A Sweet Place (Feat KID CUDI)

## Filmografia

### Cinema
| Ano  | Título                    | Papel                            | Notas          |
| ---- | ------------------------- | -------------------------------- | -------------- |
| 2011 | Maniac                    | Assassino retorcido              | Curta-metragem |
| 2012 | Cruel Summer              | Rafi                             | Curta-metragem |
| 2013 | Goodbye World             | Lev Berkowitz                    |                |
| 2014 | Need for Speed            | Benny                            |                |
| 2014 | The Ever After            | Scott                            |                |
| 2014 | Two Night Stand           | Cedric                           |                |
| 2015 | James White               | Nick                             |                |
| 2015 | Meadowland                | Jason                            |                |
| 2015 | Entourage                 | Allen                            |                |
| 2016 | Vincent N Roxxy           | Suga                             |                |
| 2017 | Killing Hasselhoff        | Ele mesmo                        |                |
| 2019 | Drunk Parents             | Motorista de caminhão de reboque |                |
| 2019 | Jexi                      | Ele mesmo                        |                |
| 2020 | Bill & Ted Face the Music | Ele mesmo                        |                |
| 2021 | Crisis                    | Ben Walker                       |                |
| 2021 | Don't Look Up             | DJ Chello                        |                |
| 2022 | X                         | Jackson                          |                |
| 2022 | Entergalactic             | Jabari                           |                |
| 2023 | House Party               | Ele mesmo                        |                |
| 2023 | Parachute                 | Justin                           |                |
| 2023 | Crater                    | Michael                          |                |
| 2023 | Trolls Band Together      | Clay                             |                |
| 2023 | Silent Night              | Detetive Dennis Vassell          |                |
| 2024 | Trap                      | Pensador                         |                |

### Televisão
| Ano       | Título                    | Papel             | Notas                                |
| --------- | ------------------------- | ----------------- | ------------------------------------ |
| 2010      | One Tree Hill             | Ele mesmo         | Episódio: "Lists, Plans"             |
| 2010-2011 | How to Make It in America | Domingo Dean      | 16 episódios                         |
| 2013      | The Cleveland Show        | Devon             | Episódio: "Brownsized"               |
| 2013      | Brooklyn Nine-Nine        | Dustin Whitman    | Episódio: "48 Hours"                 |
| 2014      | Scorpion                  | Peyton Temple     | Episódio: "Risky Business"           |
| 2019      | Creepshow                 | Doc Kessler       | Episódio: "Bad Wolf Down/The Finger" |
| 2020      | Westworld                 | Francis           | 4 episódios                          |
| 2020      | We Are Who We Are         | Richard Poythress | 8 episódios                          |
| 2023      | Young Love                | Stephen Love      | 12 episódios                         |
| 2024      | Knuckles                  | Agente Mason      | 4 episódios                          |

## Mixtapes
- 2008 - A Kid Named Cudi

### Solo
| Year | Song                                          | Chart positions | Chart positions | Chart positions | Chart positions | Chart positions | Chart positions | Chart positions | Chart positions | Chart positions | Chart positions | Album                           |
| Year | Song                                          | U.S. Hot 100    | U.S. R&B        | U.S. Rap        | AUS             | BEL             | CAN             | IRE             | NZ              | UK              | GER             | Album                           |
| ---- | --------------------------------------------- | --------------- | --------------- | --------------- | --------------- | --------------- | --------------- | --------------- | --------------- | --------------- | --------------- | ------------------------------- |
| 2008 | "Day 'n' Nite"                                | 3               | 5               | —               | 15              | 7               | 10              | 13              | 4               | 2               | 13              | Man on the Moon: The End of Day |
| 2009 | "Make Her Say" (feat. Kanye West & Common)    | 43              | 39              | 11              | 62              | —               | 78              | —               | 35              | 68              | 85              | Man on the Moon: The End of Day |
| 2009 | "Pursuit of Happiness" (feat. MGMT & Ratatat) | 59              | —               | —               | —               | —               | —               | —               | —               | —               | —               | Man on the Moon: The End of Day |
| 2009 | "Soundtrack 2 My Life"                        | 106             | —               | —               | —               | —               | —               | —               | —               | —               | —               | Man on the Moon: The End of Day |